# 畠山持永
畠山 持永（はたけやま もちなが）は、室町時代中期の守護大名。河内国・紀伊国・越中国守護。官位は左馬助。

## 略歴
畠山満家の次男として誕生。生誕年は不明だが、兄・持国、弟・持富と同様、室町幕府4代将軍・足利義持の偏諱（｢持｣の字）を賜っていることから、義持の在職中に元服は済ませている筈である。
嘉吉元年（1441年）1月29日、兄・持国が6代将軍・足利義教（義持の弟）の怒りに触れて家督を更迭されると、家臣の遊佐氏・斎藤氏らに擁立されて当主となった。しかし、6月24日に義教が赤松満祐に暗殺される（嘉吉の乱）と持国が赦免され、持永は7月4日に京都から出奔、越中に逃れたが、持国方に打ち破られた。この時持永は討たれたとも、閏9月5日に摂津国で身を隠していた所を発見、殺されたとも言われる。